# Gaston Planté
Gaston Planté (Orthez, 22 aprile 1834 – Parigi, 21 maggio 1889) è stato un fisico francese.

## Biografia
Dal 1854 fu preparatore di fisica al Conservatoire des Arts et Métiers di Parigi e vi occupò poi la cattedra di fisica.
Dal 1860 fu chiamato ad occupare la cattedra di fisica all'Association Polytechnique, ma dopo due anni dovette abbandonare l'insegnamento a causa della salute malferma. Dallo studio della polarizzazione voltaica passò alla costruzione dell'accumulatore elettrico al piombo che porta il suo nome nel 1859.

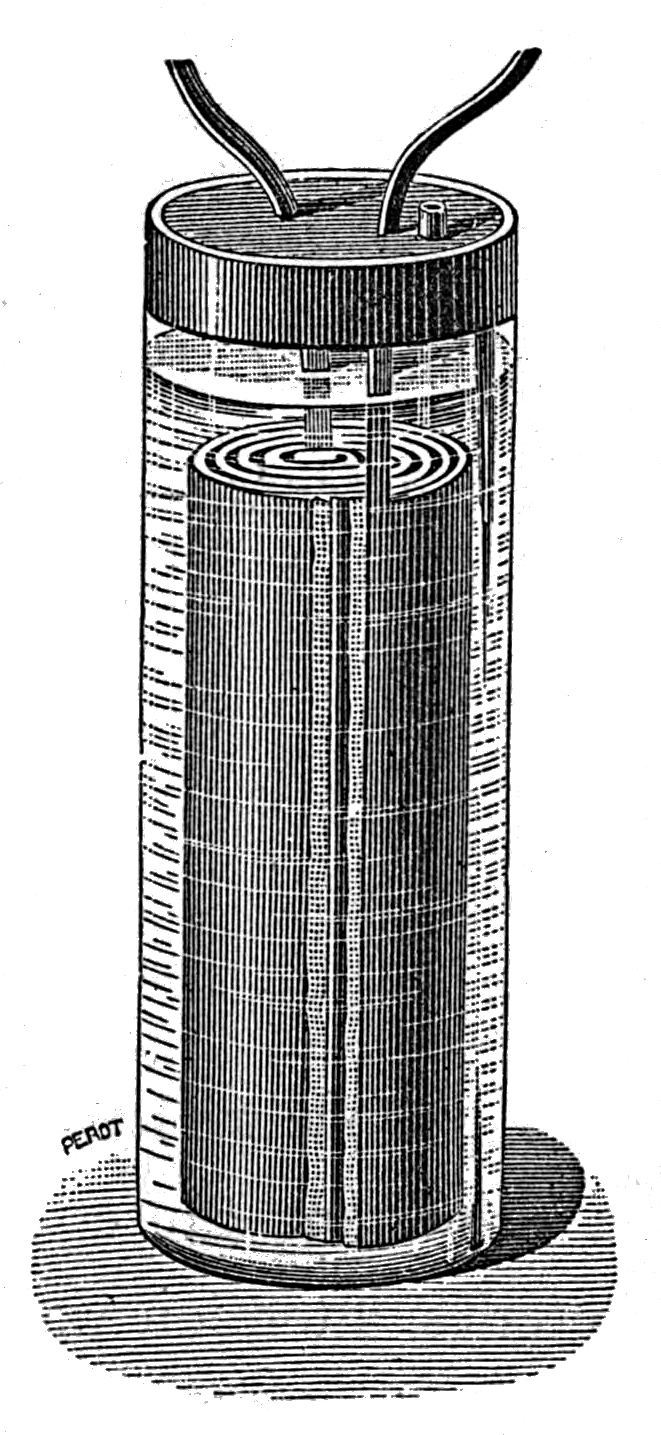
L'accumulatore al piombo di Planté

Tale accumulatore era formato da due lastre di piombo isolate da strisce di guttaperca immerse in acido solforico diluito in acqua nel rapporto 10:1. L'importanza delle sue ricerche e della sua scoperta fu riconosciuta soltanto nel 1882 quando l'Académie des Sciences gli assegnò il premio Lacaze (il cui ammontare Planté devolse alla Società degli amici della Scienza).
Nel 1877 sviluppò un dispositivo meccanico che chiamò macchina reostatica. Si trattava di un insieme di condensatori, che caricati in parallelo si potevano poi scaricare in serie, generando una tensione elettrica molto elevata. Il funzionamento era prodotto dalla rapida commutazione di appositi contatti disposti su un asse rotante. Questa macchina si può considerare un precursore meccanico del moderno generatore di Marx.
Nel 1882 fu insignito della Legion d'Onore. In seguito si occupò anche di meteorologia fisica (per esempio di fulmini globulari) e di fisica cosmica. Lasciò numerose monografie e l'opera Recherches sur l'électricité.
Il suo nome è legato ad una sua scoperta del 1855: il Gastornis, un grosso uccello preistorico vissuto in Europa nell'Eocene.
Muore nel 1889 ed ha ricevuto sepoltura nel cimitero di Père-Lachaise.